# Dicionário Cravo Albin da Música Popular Brasileira
O Dicionário Cravo Albin da Música Popular Brasileira é um website sem fins lucrativos do Instituto Cultural Cravo Albin cujo objetivo é reunir informação sobre artistas e grupos do Brasil de diversos gêneros musicais, sendo seu idealizador Ricardo Cravo Albin, presidente do Instituto Cultural Cravo Albin. A versão online do dicionário conta com mais de 12 mil verbetes e continua recebendo fontes de informação de todo o Brasil e do exterior e assim atualizando e expandindo o site.

## História
Em 1995 a Pontifícia Universidade Católica do Rio de Janeiro (PUC-Rio) começou o projeto pelo Departamento de Letras, começou junto com a Livraria Francisco Alves Editora com suporte técnico de Informática e Engenharia de Sistemas (IES).
Em 1999, o projeto do Dicionário foi retomado pelo Ministério da Cultura através da Fundação Biblioteca Nacional.
Em 2001 a Fundação de Amparo à Pesquisa do Estado do Rio de Janeiro (FAPERJ) colaborou com o projeto.
Em 2002 a Brasil Telecom fez com que o projeto aparecesse no Prêmio iBest.
Em 2006 fora lançada uma versão física do dicionário pela Editora Paracatu, agora denominado “Dicionário Houaiss Ilustrado — Música Popular Brasileira”, contendo ao todo informações sobre 5 322 autores, intérpretes, grupos, agremiações, blocos e estilos musicais brasileiros, além da discografia de 1 953 músicos e grupos musicais.